# Maurice Cuzin
Maurice Cuzin (* 19. Jahrhundert; † 20. Jahrhundert) war ein französischer Radrennfahrer.

## Sportliche Laufbahn
Cuzin war im Bahnradsport aktiv. Bei den Bahnradsport-Weltmeisterschaften 1909 in Kopenhagen gewann er beim Sieg von Leon Meredith die Silbermedaille im Steherrennen der Amateure. 1910 startete er als Berufsfahrer.
Über seine weiteren Lebensdaten und Erfolge ist nichts bekannt.